# Philygria stenoptera
Philygria stenoptera är en tvåvingeart som beskrevs av Hollmann-schirrmacher 1998. Philygria stenoptera ingår i släktet Philygria och familjen vattenflugor.
Artens utbredningsområde är Österrike. Inga underarter finns listade i Catalogue of Life.